# كريستوفر كالفين هاريسون
كريستوفر كالفين هاريسون (بالإنجليزية: Christopher Calvin Harrison)‏ هو مصمم رقص أمريكي، ولد في 11 يوليو 1961 في إيفانستون في الولايات المتحدة.